# Else Volk-Friedland
Else Volk-Friedland (* 21. März 1880 in Wien, Österreich-Ungarn; † 27. Februar 1953 in Mexiko-Stadt, Mexiko) war eine österreichische Frauenärztin, Autorin und Herausgeberin sowie NS-Verfolgte.

## Leben
Else (auch Elsi oder Elsa) Friedland wurde als Tochter von Eduard Friedland und Charlotte Steiner geboren. Eduard Friedland stammte aus Miskolc, Charlotte Steiner stammte aus Glemkau (heute Hlinka in Tschechien). Else Friedland maturierte 1899 am Akademischen Gymnasium in Wien und studierte anschließend Medizin. 1905 erfolgte die medizinische Promotion. Von 1904 bis 1907 arbeitete sie als Demonstratorin am Neurologischen Institut bei dem Neurologen Heinrich Obersteiner und war damit die erste weibliche akademische Universitätsangestellte der Universität Wien. Anschließend arbeitete Friedland als Sekundarärztin am Allgemeinen Krankenhaus in Wien. Seit 1907 betrieb sie zudem eine eigene Praxis für Nerven- und Frauenkrankheiten in Wien, VIII. Bezirk, Lange Gasse 63. Im Jahr 1908 nahm sie am 3. Internationalen Kongress für Irrenpflege teil. Sie war einziges weibliches Mitglied der „Wiener Gesellschaft für Psychiatrie und Neurologie“. 1912 erfolgte Volk-Friedlands Ernennung zur Schulärztin durch den „Verein zur Förderung der höheren kommerziellen Frauenbildung“. Im Jahr 1915 geriet ihr Ehemann, der Dermatologe Richard Volk, in russische Kriegsgefangenschaft. Else Volk-Friedland gründete deshalb eine Hilfsgruppe für die österreichischen Kriegsgefangenen in russischer Gefangenschaft in Samarkand-Chodschent. Ab 1919 übernahm Volk-Friedland die Leitung des Kinder-Ambulatoriums im „Charitas-Haus“ in Wien-Neubau. Hier bot sie unter anderem eine Lichttherapie für Kinder an. 1928 war sie, neben Dora Brücke-Teleky, Pauline Feldmann und Frida Becher von Rüdenhof, Referentin bei der Delegiertenversammlung der „Internationalen Ärztinnenvereinigung“ in Bologna.
Else Vogt-Friedland entfaltete eine reiche Publikationstätigkeit. Sie war Autorin und Mitherausgeberin der Zeitschrift Die Frau und Mutter. Illustriertes Familienblatt für Kinderpflege, Erziehung sowie Gesundheit in Haus und Familie. In ihren Artikeln bemühte sie sich darum, auf niedrigschwellige Art einem möglichst breiten Publikum medizinische Themen näherzubringen.
Else Volk-Friedland und Richard Volk wurden aufgrund ihres jüdischen Glaubens nach dem „Anschluss Österreichs“ 1938 verfolgt. 1939 gelang der Familie die Flucht nach Mexiko, wo sie eine gemeinsame Arztpraxis eröffneten, die Else nach dem Tod ihres Ehemannes 1943 alleine weiterführte. 1942 wurde sie, zusammen mit Marie Frischauf (geb. Pappenheim) Mitbegründerin des Exilverlags „El Libro Libre“.
Das Ehepaar hatte zwei Kinder. Der Sohn Georg Heinrich wurde 1910 geboren, die Tochter Eva Franziska Volk-Friedland im Jahr 1912. Beide verstarben in Mexiko.

## Publikationen (Auswahl)
- 1913: Kinderpflege in der kalten Jahreszeit
- 1923: Wenn Du Dich als Mutter fühlst. Ärztliche Aufklärung für werdende Mütter. Schwarz Merkbücher Nr. 7
- 1925: Über die Schutzpockenimpfung
- 1928: Die Frau von 50 Jahren und ihre richtige Lebensführung. Schwarz: Wien
- 1929: Das nervöse Schulkind
- 1930: Richtige Säuglings- und Kinderernährung. Schwarz: Wien
- 1936: Marianne Hainisch [Nachruf]. In: Die Frau und Mutter, Jg. 25, Nr. 6, 8